# Woodside (Utah)

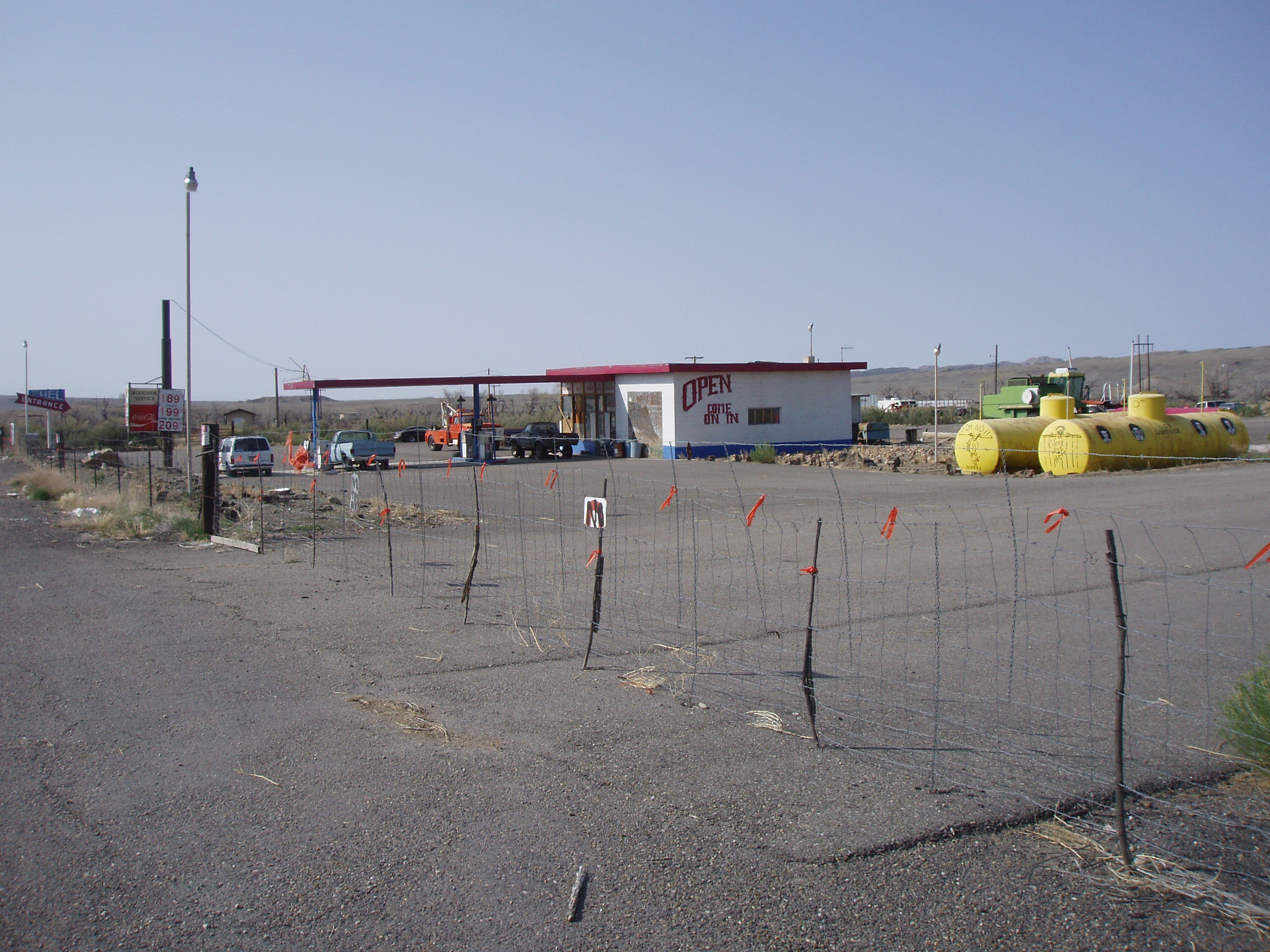
Eingezäunte Tankstelle an der US Route 6 in Woodside

Woodside ist eine Geisterstadt am Westufer des Price River im nahezu unbewohnten östlichen Teil von Emery County, Utah.
Seine umzäunte Tankstelle ist eines der wenigen Anzeichen für menschliche Aktivität an diesem einsamen Teilabschnitt der U.S. Route 6 bzw. 191 zwischen Wellington und dem Green River.

## Geschichte
Die Entwicklung der Stadt begann etwa 1880 mit dem Bau Eisenbahnbrücke der Denver and Rio Grande Western Railroad und einem Wasserturm für Dampflokomotiven. Der erste Ansässige in diesem Gebiet war der örtliche Goldsucher Henry H. Hutchinson, der sich 1881 dort niederließ.
In den nächsten Jahren siedelten sich immer mehr Menschen an und begannen Bewässerungsgräben anzulegen. Angelockt durch das reichlich vorhandene Wasser und die kanadische Pappel, welche dort zahlreich vorhanden war und gut wuchs, gründeten sie eine Siedlung mit dem Namen Lower Crossing.
Als die Stadt wuchs und neue Geschäfte und ein Schmied hinzukamen, erhielt sie wegen des Pappelhains den Namen Woodside.
Eine der größten Herausforderungen für Woodside war der Price River selbst. Vor dem Bau des Scofield Reservoirs war der Wasserpegel des Flusses starken Schwankungen unterworfen, mit Höchstständen zu Jahresbeginn und im Spätsommer nahezu ausgetrocknet. Durch das große Wassereinzugsgebiet des Flusses konnte schon ein weit entfernter Platzregen eine zerstörerische Blitzflut für Woodside bedeuten. Trotz dieser Probleme wuchs die Stadt beständig. Ein Hotel sowie eine Lagerhalle wurden neben der Eisenbahn-Haltestelle erbaut und Woodside wurde so zu einem Versorgungsstützpunkt für benachbarte Farmen. Das 1892 erbaute Schulgebäude diente auch als Versammlungsort für die Einwohner.
Um 1900 hatte die Stadt 114 Einwohner. Der Höchststand war 20 Jahre später mit 300 Personen erreicht. In den späten 1920er Jahren verlor Woodside seine Haltestelle und die damit verbundenen Viehtransporte, als die Eisenbahn diese und viele andere Aufgaben in Helper bündelte. Diesem Schlag folgten mehrere Dürreperioden in den 1930er Jahren, und bereits 1940 war die Einwohnerzahl auf 30 Personen gefallen.
In den 1940er Jahren wurde aus Woodside eine kleine Touristenattraktion. Die Eisenbahngesellschaft hatte um 1880 einen Wasserbrunnen angelegt, der sich im Laufe der Zeit durch natürlich vorkommendes und mit hohem Druck austretendes Kohlendioxid in ein blubberndes Schlammloch verwandelte. Dieses Loch entwickelte sich weiter in einen touristisch interessanten Kaltwassergeysir, in dessen Nähe ein Geschäft, ein Café sowie eine Tankstelle errichtet wurden, da mittlerweile auch die Route 6 an Woodside vorbeiführte. Um 1970 brannten sowohl das Geschäft wie auch das Café nieder, und somit bilden der Geysir und die Tankstelle jetzt die einzigen Überbleibsel von Woodside.
Vormals erreichte der Geysir eine Ausbruchshöhe von 23 Metern, die er mittlerweile bei weitem nicht mehr erreicht. Eine Gedenktafel, welche die Stadthistorie erläutert, befindet sich an dem mittlerweile eingezäunten Stadtgebiet, in dem der jetzige Besitzer zwei Lamas hält.

## Woodside heute
Seit Mitte 2012 steht das gesamte Stadtgebiet für 3,9 Millionen Dollar zum Verkauf.